# La Riche
La Riche, früher La Varenne de la Riche, dann Sainte-Anne ist eine französische Gemeinde mit 10.349 Einwohnern (Stand 1. Januar 2022) im Département Indre-et-Loire in der Region Centre-Val de Loire; sie gehört zum Arrondissement Tours und zum Kanton Ballan-Miré.
Der Name geht auf die frühere Pfarrgemeinde Notre-Dame-La-Riche zurück, die durch den Bau einer Stadtmauer in zwei Hälften geteilt wurde: der Kern wurde zu Tours eingemeindet, während das außerhalb der Stadtgrenze gelegene Gebiet 1793 zu einer eigenständigen Gemeinde erhoben wurde. La Riche ist Standort des Schlosses Plessis-lès-Tours (Montils-lez-Tours).

## Geschichte
Im Jahr 1092 gründete das Kapitel der Kathedrale Saint-Martin von Tours auf dem heutigen Gemeindegebiet von La Riche die Priorei Saint-Cosme.
König Ludwig XI. machte das Schloss Plessis-lès-Tours um 1463/68 zu seinem bevorzugten Aufenthaltsort. Im April 1483 ließ er durch Papst Sixtus IV. Franz von Paola, den Gründer des Ordens der Mindesten Brüder (Paulanerorden), er in dem Ruf stand, wundersame Heilungen zu vollbringen, an sein Krankenbett rufen. Als Beichtvater stand dieser dem König bis zu seiner Todesstunde am 30. August 1483 im Schloss von Plessis bei.
Franz von Paola gründete mit Hilfe Karls VIII., Sohn Ludwigs XI. im Jahr 1489 bei Plessis-les-Tours eine neue Gemeinschaft der Mindesten Brüder, das „Couvent des Grands Minimes du Plessis“, in dem der fromme Ordensgründer am 2. April 1507 verschied und auch beigesetzt wurde.
Eng mit Plessis-les-Tour verbunden ist der Name des Schriftstellers Pierre de Ronsard, der ab 1565 für die folgenden 20 Jahre, bis zu seinem Tod Kommendatarprior von Saint-Cosme wurde. Durch die Pfründe seines Amtes finanziell unabhängig, konnte er sich hier ungestört seinen Schriften und der Herausgabe seines Gesamtwerkes widmen.

## Sehenswürdigkeiten

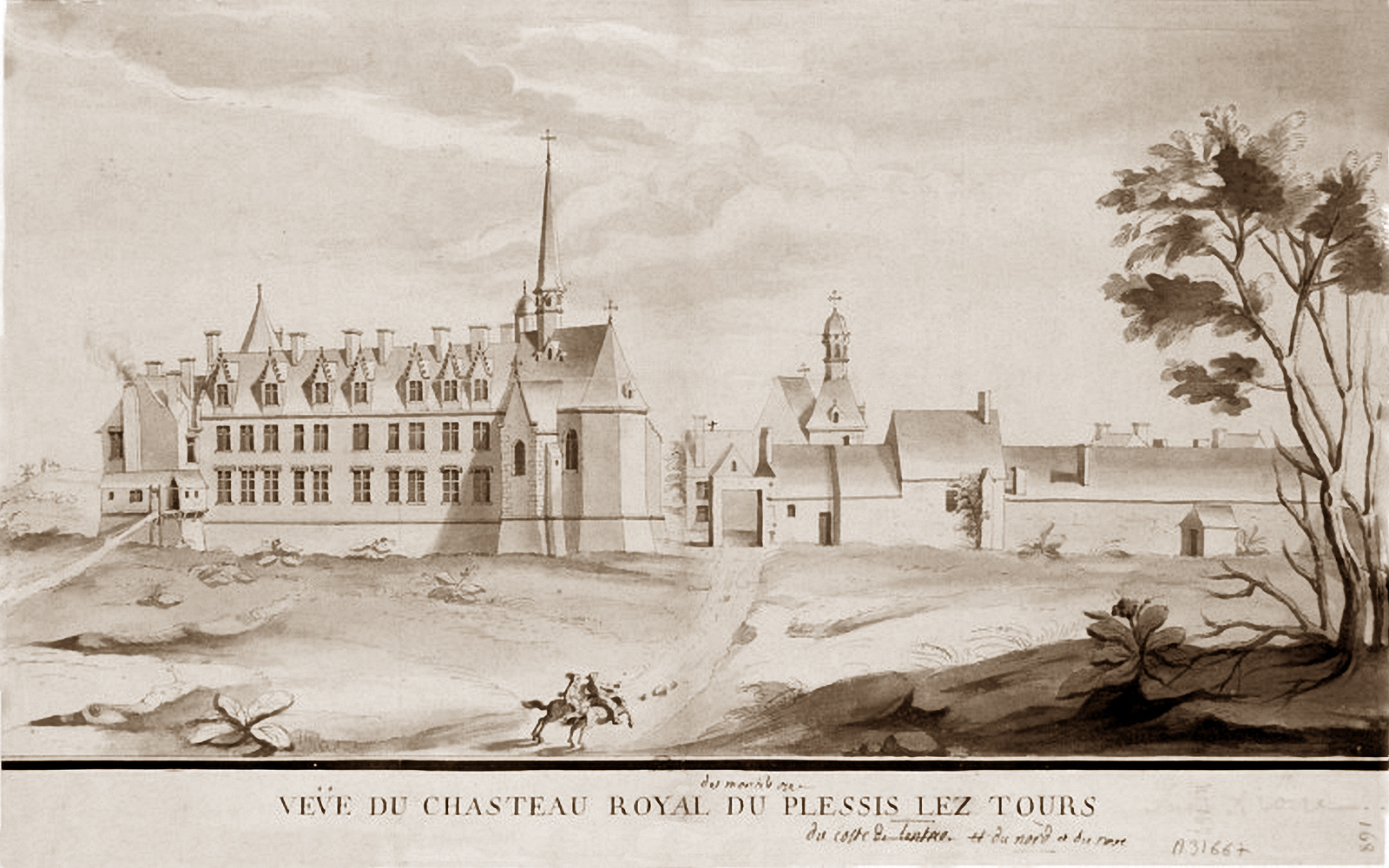
Unbekannter Künstler: Schloss Plessis-lès-Tours, Feder- und Tuschezeichnung, 17. Jh., Paris, BnF

Unter den sehenswerten Gebäuden sind hervorzuheben:
- das Schloss Plessis-lez-Tours, auch Plessis-les-Tours oder Plessis-lès-Tours, früher Schloss Montils-lez-Tours (15. Jh.), Wohnsitz mehrerer französischer Könige, vor allem Ludwigs XI.
- die Reste des Klosters der Mindesten Brüder oder Couvent des Grands Minimes du Plessis mit dem Grab Franz von Paolas in einer benachbarten neogotischen Kapelle (1877, unvollendet)
- die Reste der Priorei Saint-Cosme, in der Ronsard wirkte: Ruinen der Kirche (12./15. Jh.), Haus des Priors (15./17. Jh.), Refektorium (12. Jh.), Museum (Kunst der Romanik und der Renaissance)
- die Kapelle der Priorei Sainte-Anne (16. Jh.)
- die Herrenhäuser Manoir de La Rabaterie (15./16. Jh.) und Manoir des Pavillons (17. Jh.)

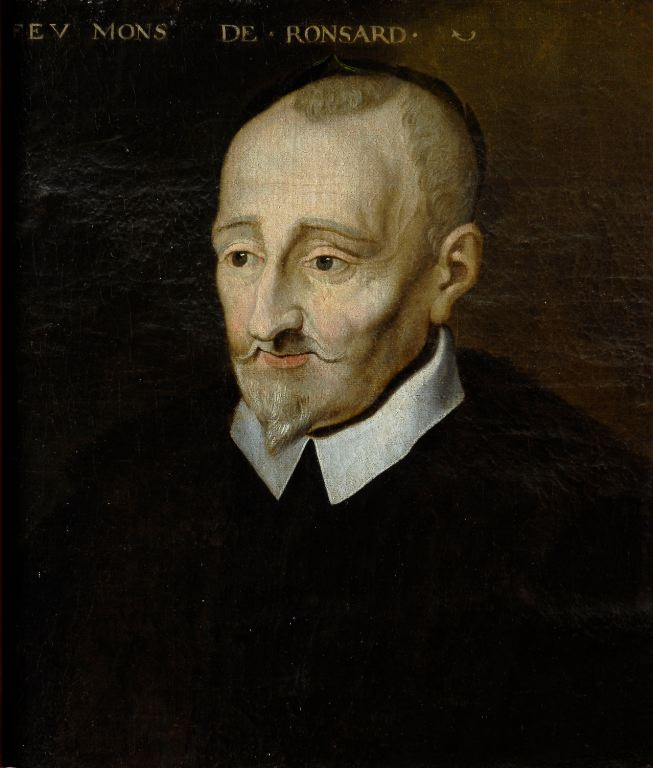
Schule von Blois:
„Pierre de Ronsard“, 16. Jh.

## Persönlichkeiten
- Ludwig XI. (1423–1483), König von Frankreich
- Franz von Paola (1436–1507), Ordensgründer des Paulanerordens
- Pierre de Ronsard (1524–1585), Dichter